# Дайгур
Дайгу́р (рос. Дайгур) — село у складі Хілоцького району Забайкальського краю, Росія. Входить до складу Харагунського сільського поселення.

## Населення
Населення — 94 особи (2010; 107 у 2002).
Національний склад (станом на 2002 рік):
- росіяни — 95 %